# 腓特烈五世
弗雷德里克五世（丹麥語：Frederik V，1723年3月31日—1766年1月14日），丹麥及挪威國王。

## 生平
1754年，創辦了丹麦皇家美术学院。同年，購入了丹麥屬西印度群島。
他的第一位妻子是英皇佐治二世的女儿路易絲，和他共同生活了14年，一共生了5个孩子，在怀孕第六个孩子时去世。

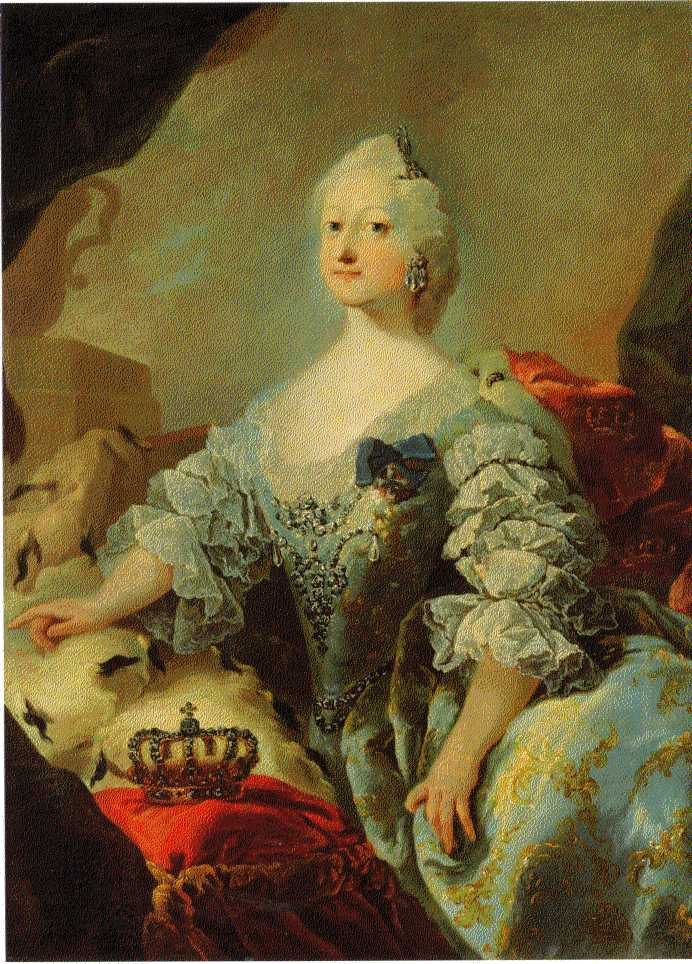
路易莎

他的第二位妻子是不倫瑞克-沃爾芬比特爾的朱麗安妮·瑪麗，他们的儿子弗雷德里克親王是后来克里斯蒂安八世国王的父亲。在克里斯蒂安七世患精神分裂时，由她和她的儿子弗雷德里克親王摄政。
弗雷德里克五世尚有5个私生子。
他在位期间经常酗酒，政权依靠手下几个英明的大臣，使得丹麦即使在七年战争期间也一直保持中立，没有卷入任何战争中。
他在位20年，去世时年仅43岁，他最终的遗言是：“我从来也没有冒犯过任何人，我的手上没有沾染过一滴鲜血，在我最后时刻我感到很大的安慰。”
他安葬在罗斯基勒主教座堂中路易莎王后墓旁。